# Stefan Thesker
Stefan Thesker (Ahaus, Alemania, 11 de abril de 1991) es un futbolista alemán. Juega de defensa y su equipo es el SKN St. Pölten de la 2. Liga.

## Selección nacional
Ha sido internacional con la selección de fútbol sub-21 de Alemania en siete oportunidades.

## Clubes
| Club                 | País         | Año       |
| -------------------- | ------------ | --------- |
| Fortuna Sittard      | Países Bajos | 2011      |
| F. C. Twente         | Países Bajos | 2011      |
| TSG 1899 Hoffenheim  | Alemania     | 2012-2014 |
| Hannover 96          | Alemania     | 2014-2015 |
| SpVgg Greuther Furth | Alemania     | 2015-2016 |
| F. C. Twente         | Países Bajos | 2016-2018 |
| Holstein Kiel        | Alemania     | 2018-2023 |
| SKN St. Pölten       | Austria      | 2023-     |